# 邑廟区
邑廟区（ゆうびょう-く）は中華人民共和国上海市にかつて存在した県。現在の黄浦区の一部に相当する。

## 歴史
1945年に滬南区が分割され設置された。1960年に蓬萊区と統合され南市区に再編された。